# Solfara Feudonovo
La solfara Feudonovo o miniera Feudonovo  è una miniera di zolfo sita in provincia di Enna nei pressi del comune di Aidone.
La solfara fu aperta dopo il 1880, oggi è inattiva.